# PMR-2

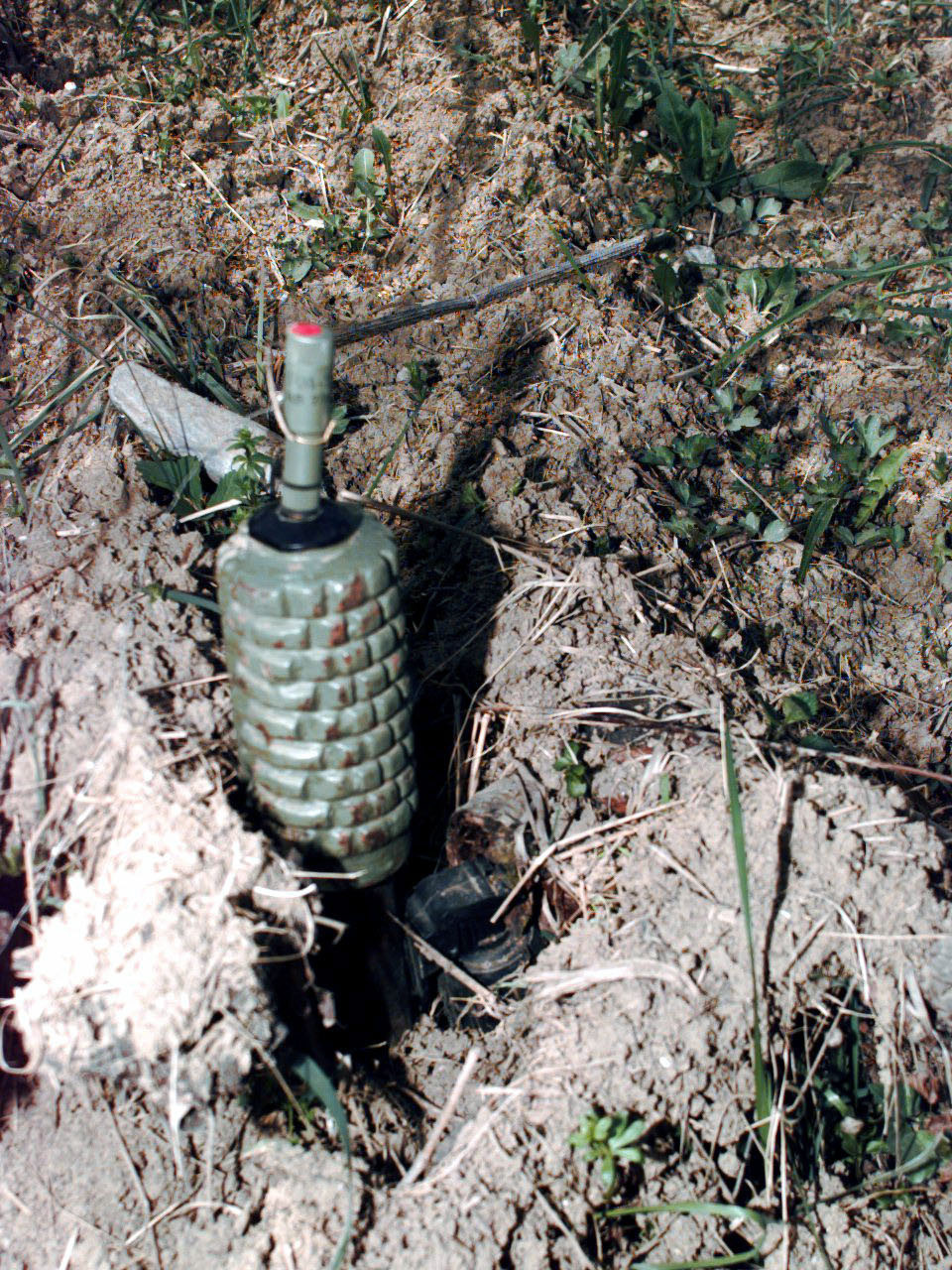
Beispiel einer mit Handgranate gesicherten PMR-2 am Balkan (1996)

Die PMR-2 (Protupješačka Mina Rasprskavajuća - 2, zu deutsch etwa: Antipersonen-Splittermine 2) ist eine im ehemaligen Jugoslawien hergestellte Stockmine, aus der Gattung der Antipersonenminen, die umfangreich während der Jugoslawienkriege eingesetzt wurde. Sie gilt als ein Nachbau der russischen Stockminen-Familie POMZ aus dem Zweiten Weltkrieg.

## Beschreibung
Der zylindrische Körper der Mine ist aus Stahlguss gefertigt, die Außenseite ist asymmetrisch vorfragmentiert (9 Fragmentreihen). In die Oberseite ist ein schwarzer Hartgummiring als Zünderhalter eingeschraubt. An der Unterseite befindet sich die Öffnung zur Aufnahme des Sprengkörpers (100 Gramm TNT) und des Holzpflockes.

## Funktionsweise und Zünder
Die Minen werden in Holzkisten ausgeliefert, in denen sich pro Kiste acht Minenkörper, acht Holzpflöcke, acht Sprengkapseln, acht Rollen Auslösedraht und ein Zünderbehälter mit sechs UPMR-2A-Zündern und zwei UPMR-2AS-Zündern befinden. Die beiden UPMR-Zündertypen sind die Standardmodelle der PMR-2, es können jedoch auch andere Zündermodelle wie z. B. jene der russischen MUV-Serie oder der tschechische RO-1 verwendet werden.
Nach Einsetzen des Holzpflockes in den Boden wird darauf der Sprengkörper und darüber der Minenkörper aufgesetzt. Der Minenkörper dient zugleich als Splittermantel. Anschließend wird der Zünder auf den Minenkörper aufgeschraubt und der Auslösedraht (Tripwire) ausgelegt. Der Auslösedraht ist dabei am Sicherungssplint des Zünders befestigt, dieser hält einen vorgespannten Schlagbolzen in rückwärtiger Position. Der Auslösedraht kann dabei straff gespannt (Spanndraht) oder lose am Boden ausgelegt (Stolperdraht) sein.
Durch Zug an diesem Auslösedraht wird der Sicherungssplint aus dem Zünder gezogen, wodurch der vorgespannte Schlagbolzen frei wird und auf die darunter liegende Sprengkapsel schlagen kann. Die Sprengkapsel initiiert den Sprengkörper, dessen Explosion den vorfragmentierten Minenkörper zerreißt und dadurch eine Splitterwirkung entstehen lässt.
Bei Verwendung des UPMR-2AS-Zünders wird bei der Auslösung gleichzeitig ein aufgesetzter Leuchtsatz verschossen, um bei Dunkelheit die genaue Position eines anrückenden Gegners zu signalisieren.

## Räumung
Die Minen stellen selbst Jahre bis Jahrzehnte nach Kriegsende noch eine erhebliche Gefahr für die Zivilbevölkerung sowie internationale Räumtrupps im ehemaligen Jugoslawien dar. Auslösedrähte und die Minen selbst sind vielerorts in die Vegetation eingewachsen und oftmals nur schwer lokalisierbar, zudem kann sich der Zünder in einem nicht vorhersehbaren Zustand befinden, wenn sich z. B. der Sicherungssplint nicht mehr vollständig im Zünder befindet oder der Sicherungssplint komplett fehlt und sich der Schlagbolzen und/oder die Feder nur verklemmt bzw. festgerostet hat.
Daher wird versucht, per Minenschlinge oder Minenkralle, den Minenkörper vom Holzpflock abzuheben, damit der Sprengkörper herausfallen kann. Auf ähnliche Weise wird auch der Holzpflock selbst aus dem Boden entfernt, da dieser durch Wiederaufnahmesicherungen geschützt sein kann (z. B. entsicherte Handgranaten oder Sprengfallen mit Zugzünder), wie dies in seltenen Fällen auch dokumentiert wurde.